# بخش دیوربل
بخش دیوربل (به لاتین: Diourbel Department) یک منطقهٔ مسکونی در سنگال است که در ناحیه دیوربل واقع شده‌است. بخش دیوربل ۱٬۱۷۵ کیلومتر مربع مساحت و ۲۶۸٬۲۱۵ نفر جمعیت دارد.